# Anna Moffo
Anna Moffo (ur. 27 czerwca 1932 w Wayne w stanie Pensylwania, zm. 10 marca 2006 w Nowym Jorku) – amerykańska śpiewaczka pochodzenia włoskiego, sopran.

## Życiorys
Studiowała w Curtis Institute of Music w Filadelfii, następnie dzięki stypendium Fulbrighta wyjechała do Rzymu, gdzie kontynuowała edukację w Akademii Muzycznej św. Cecylii. Debiutowała w 1955 roku w Spoleto rolą Noriny w Don Pasquale Gaetana Donizettiego. W następnych latach występowała m.in. w La Scali, Operze Wiedeńskiej i Opéra de Paris. W 1956 roku wykonała tytułową partię w zrealizowanej dla RAI telewizyjnej realizacji Madame Butterfly Giacomo Pucciniego. Po powrocie do Stanów Zjednoczonych występowała z Lyric Opera of Chicago (od 1957) i Metropolitan Opera (od 1959). W latach 70. XX wieku przeszła szereg załamań głosu, na skutek których musiała zakończyć karierę.
Zasłynęła rolami Violetty w Traviacie i Anusi w Falstaffie Giuseppe Verdiego oraz Aminy w Lunatyczce Vincenzo Belliniego. Dokonała licznych nagrań płytowych, w tym arii i kompletnych oper Glucka, W.A. Mozarta, Donizettiego, Verdiego, Pucciniego i Richarda Straussa.

## Partie operowe – nagrania
| Kompozytor                  | Tytuł opery           | Partia                  | Nagrania na żywo | Nagrania studyjne             |
| --------------------------- | --------------------- | ----------------------- | ---------------- | ----------------------------- |
| Giacomo Puccini             | Cyganeria             | Musetta                 |                  | 1956                          |
| Wolfgang Amadeus Mozart     | Don Giovanni          | Zerlina                 |                  | 1956                          |
| Giacomo Puccini             | Madame Butterfly      | Cio-Cio-San (Butterfly) |                  | 1957                          |
| Richard Strauss             | Capriccio             | włoska śpiewaczka       |                  | 1958                          |
| Giuseppe Verdi              | Falstaff              | Nannetta                | 1958             | 1956 (TV), 1956               |
| Giuseppe Verdi              | Traviata              | Violetta Valery         |                  | 1960                          |
| Wolfgang Amadeusz Mozart    | Wesele Figara         | Zuzanna                 |                  | 1959                          |
| Giacomo Puccini             | Cyganeria             | Mimi                    |                  | 1961                          |
| Giovanni Battista Pergolesi | La Serva Padrona      | Serpina                 |                  | 1962 (TV)                     |
| Giuseppe Verdi              | Rigoletto             | Gilda                   |                  | 1963                          |
| Giuseppe Verdi              | Luiza Miller          | Luisa                   |                  | 1964                          |
| Christoph Willibald Gluck   | Orfeusz i Eurydyka    | Eurydyka                |                  | 1965                          |
| Giacomo Puccini             | Jaskółka              | Magda De Civry          |                  | 1966                          |
| Gaetano Donizetti           | Łucja z Lammermooru   | Lucia                   |                  | 1965, 1971 (pierwsze wydanie) |
| Engelbert Humperdinck       | Jaś i Małgosia        | Jaś                     |                  | 1971                          |
| Emmerich Kálmán             | Księżniczka czardasza | Sylvia Varescu          |                  | 1971 (pierwsze wydanie)       |
| Christoph Willibald Gluck   | Iphigénie en Aulide   | Ifigenia                |                  | 1972                          |
| Jacques Offenbach           | Piękna Helena         | Helena                  |                  | 1975 (nagranie dla telewizji) |
| Jules Massenet              | Thaïs                 | Thaïs                   |                  | 1974                          |
| Italo Montemezzi            | L’amore dei tre re    | Fiora                   |                  | 1977                          |
| Gaetano Donizetti           | Córka pułku           | Maria                   |                  | 1960                          |
| Franz von Suppé             | Piękna Galatea        | Galathée                |                  | 1974                          |
| Georges Bizet               | Carmen                | Carmen                  |                  | 1970                          |
| Giacomo Puccini             | Turandot              | Liù                     | 1961             |                               |